# Высшие органы государственной власти Бурятии (1923—1994)
В 1923—1938 годах высшим органом государственной власти в республике был Центральный исполнительный комитет (ЦИК) Бурят-Монгольской АССР. С 1938 года — Верховный Совет. Во главе ЦИК и Верховного Совета стояли Председатели. В 1994 году, после учреждения должности Президента Республики Бурятия, высшая власть была разделена между законодательной и исполнительной властью, осуществляемой Народным Хуралом Республики Бурятия и Правительством Республики Бурятия.

## Председатели
| Начало руководства                                                                 | Конец руководства                    |                 |                 |
| Председатели Центрального Исполнительного Комитета Бурят-Монгольской АССР          |                                      |                 |                 |
| 1                                                                                  | Матвей Иннокентьевич Амагаев         | 10 декабря 1923 | декабрь 1924    |
| 2                                                                                  | Михей Николаевич Ербанов             | декабрь 1924    | 8 сентября 1927 |
| 3                                                                                  | Кузьма Сергеевич Ильин               | 8 сентября 1927 | апрель 1929     |
| 4                                                                                  | Батор Дабаин                         | 11 апреля 1929  | 6 июля 1934     |
| 5                                                                                  | Дажуп Дансаранович Доржиев           | 6 июля 1934     | декабрь 1934    |
| 6                                                                                  | Ирилто Дампилонович Дампилон         | 28 декабря 1934 | август 1937     |
| 7                                                                                  | Гомбо Цыбикович Бельгаев             | август 1937     | 6 июля 1938     |
| Председатели Президиума Верховного Совета Бурят-Монгольской АССР                   |                                      |                 |                 |
| 1                                                                                  | Гомбо Цыбикович Бельгаев             | 6 июля 1938     | 25 июня 1940    |
| 2                                                                                  | Илья Бузинаевич Борсоев              | 25 июня 1940    | 12 апреля 1941  |
| 3                                                                                  | Гунсын Аюшеевна Цыденова             | 12 апреля 1941  | 25 марта 1947   |
| 4                                                                                  | Доржи Цыремпилович Цыремпилон        | 26 марта 1947   | 17 марта 1951   |
| -                                                                                  | Будажап Лобсанович Лобсанов (и.о.)   | 17 марта 1951   | 7 апреля 1951   |
| 5                                                                                  | Будажап Лобсанович Лобсанов          | 8 апреля 1951   | 17 января 1955  |
| -                                                                                  | Доржи Цыремпилович Цыремпилон (и.о.) | 17 января 1955  | 11 апреля 1955  |
| 6                                                                                  | Доржи Цыремпилович Цыремпилон        | 12 апреля 1955  | 7 июля 1958     |
| Председатели Президиума Верховного Совета Бурятской АССР                           |                                      |                 |                 |
| 1                                                                                  | Доржи Цыремпилович Цыремпилон        | 7 июля 1958     | 24 ноября 1960  |
| 2                                                                                  | Александр Уладаевич Хахалов          | 24 ноября 1960  | 2 мая 1970      |
| 3                                                                                  | Бато Семёнович Семёнов               | 1970            | 1984            |
| 4                                                                                  | Александр Алексеевич Бадиев          | 1984            | декабрь 1987    |
| 5                                                                                  | Клим Кириллович Шомоев               | декабрь 1987    | апрель 1990     |
| Председатели Верховного Совета Бурятской АССР — Бурятской ССР — Республики Бурятия |                                      |                 |                 |
| 1                                                                                  | Сергей Николаевич Булдаев            | 19 апреля 1990  | 21 октября 1991 |
| 2                                                                                  | Леонид Васильевич Потапов            | 21 октября 1991 | 1 июля 1994     |